# Royal Palace (Oper)
Royal Palace (op. 17) ist eine einaktige Ballettoper mit Frauenchor in 13 Szenen, die im Winter 1925/26 in Zusammenarbeit des Komponisten Kurt Weill und des Librettisten Yvan Goll entstanden ist. Die Uraufführung erfolgte am 2. März 1927 an der Berliner Staatsoper unter der künstlerischen Leitung von Erich Kleiber. Die Orchesterpartitur und damit die originale Instrumentierung ist während der NS-Zeit verlorengegangen und wurde im Jahr 1971 von Noam Sheriff und Gunther Schuller aus einem Klavierauszug mit Orchestrierungsvermerken rekonstruiert.
Mit vier Ballettszenen und einer Filmsequenz stellt diese Oper ein multimediales Werk mit knappem, aber aussagekräftigem Libretto dar.

## Handlung
Die wohlhabende Dejanira und der Ehemann residieren im Royal Palace, einem Luxushotel an einem italienischen See. Dejanira ist des Reichtums und des Müßiggangs müde. Der Ehemann, der Geliebte von Gestern und der Verliebte von Morgen machen Dejanira Vorwürfe, sie habe deren Liebe vergessen. Dejanira beteuert, nur müde zu sein. Die drei Männer werben um sie mit ihren Visionen, wie wohl ein gemeinsames Leben mit ihnen aussehen würde. Der Verliebte von Morgen gibt zu erkennen, dass er Dejanira besitzen will. Der Ehemann will den See für Dejanira kaufen und fragt sie, welche von den drei Männern sie am meisten liebt. Der Geliebte von Gestern macht seinen Antrag mit seemännischen Metaphern. Dejanira wirft allen dreien vor, Frauen nicht zu verstehen. Ein junger Fischer und ein alter Fischer treten ein und beschreiben die rauen Bedingungen auf dem See. Der alte Fischer kündigt an, dass einer der vier sterben muss. Alle drei Männer bekennen weiter ihr Verlangen nach Dejanira, aber sie weist sie zurück. Diese aber insistieren weiter in ihren Anzügen und bieten ihr extravagante Geschenke an. Dejanira antwortet, sie werde demjenigen die Hand reichen, der sie versteht. Als erstes verspricht ihr der Ehemann alle Annehmlichkeiten, die Europa zu bieten hat, wofür er einen Film abspielt (Filmszene). Als Nächstes verspricht ihr der Geliebte von Gestern sexuelle Beglückung. Als letztes verspricht ihr der Verliebte von Morgen die Wunder der Natur, symbolisiert durch einen Orphischen Tanz. Schlussendlich weist Dejanira alle drei Herren ab und erklärt ihren Wunsch nach Unabhängigkeit und ihren Unwillen, weiter auf dieser Welt zu sein, da niemand sie versteht. Als der Frauenchor und die Fischer ihren Namen singen, wirft sich Dejanira in den See. Der Ehemann ruft um Hilfe für die ertrinkende Frau, als sie sich in eine Meerjungfrau verwandelt. (Vorhang fällt)